# Maurilia griveaudi
Maurilia griveaudi är en fjärilsart som beskrevs av Pierre E.L. Viette 1982. Maurilia griveaudi ingår i släktet Maurilia och familjen trågspinnare. Inga underarter finns listade i Catalogue of Life.